# Badminton-Mannschaftseuropameisterschaft 2021
Die Badminton-Mannschaftseuropameisterschaft 2021 war die 26. Mannschaftseuropameisterschaft für gemischte Teams. Das Turnier wurde von Badminton Europe organisiert und fand vom 16. bis zum 20. Februar 2021 in Vantaa statt. Europameister wurde Dänemark. Für die Endrunde fanden vom 9. bis zum 12. Dezember 2020 sechs Qualifikationsturniere statt.

## Qualifikation
| Gruppe | Ort                      | Austragungsstätte                        | Qualifiziert | Ausgeschieden                     |
| ------ | ------------------------ | ---------------------------------------- | ------------ | --------------------------------- |
| 1      | Milton Keynes            | National Badminton Centre                | England      | Estland Ungarn Schweden           |
| 2      | Antwerpen                | YONEX Centre                             | Russland     | Belgien Polen Schweiz             |
| 3      | Linz                     | Olympiazentrum Linz                      | Niederlande  | Österreich Tschechien Slowenien   |
| 4      | Dessau abgesagt          | Anhalt Arena                             | Deutschland  | Bulgarien Isle of Man Slowenien   |
| 5      | Aire-sur-la-Lys abgesagt | Complexe sportif régional                | Frankreich   | Island Italien                    |
| 5      | Aire-sur-la-Lys abgesagt | Complexe sportif régional                | Frankreich   | Irland Norwegen Wales             |
| 6      | Caldas da Rainha         | Badminton High Performance Sports Centre | Schottland   | Lettland Portugal Spanien Ukraine |

## Gruppenphase

### Gruppe 1
| Team        | Punkte | Spiele | gew. | verl. | +  | -   | S |
| ----------- | ------ | ------ | ---- | ----- | -- | --- | - |
| Dänemark    | 3      | 3      | 0    | 11    | 4  | +7  | 3 |
| Deutschland | 3      | 2      | 1    | 11    | 4  | +7  | 2 |
| Schottland  | 3      | 1      | 2    | 6     | 9  | −3  | 1 |
| Finnland    | 3      | 0      | 3    | 2     | 13 | −11 | 0 |

### Gruppe 2
| Team        | Punkte | Spiele | gew. | verl. | +  | -   | S |
| ----------- | ------ | ------ | ---- | ----- | -- | --- | - |
| Russland    | 3      | 3      | 0    | 13    | 2  | +11 | 3 |
| Frankreich  | 3      | 2      | 1    | 8     | 7  | +1  | 2 |
| Niederlande | 3      | 1      | 2    | 7     | 8  | −1  | 1 |
| England     | 3      | 0      | 3    | 2     | 13 | −11 | 0 |

## Endrunde
|  | Halbfinale         | Halbfinale         |          |            | Finale             | Finale             |
|  |                    |                    |          |            |                    |                    |
|  | 19. Februar, 18:00 |                    |          |            |                    |                    |
|  | Dänemark           | 3                  |          |            |                    |                    |
|  | Deutschland        | 2                  |          |            | 20. Februar, 15:00 | 20. Februar, 15:00 |
|  |                    |                    | Dänemark | 3          |                    |                    |
|  | 19. Februar, 13:00 | 19. Februar, 13:00 |          | Frankreich | 0                  |                    |
|  | Frankreich         | 3                  |          |            |                    |                    |
|  | Russland           | 2                  |          |            |                    |                    |
|  |                    |                    |          |            |                    |                    |